# Assuraplaidin
Assuraplaidin fou un rei d'Assíria del confús període històric entre el 1730/1720 aC i el 1710/1700 aC, en què set personatges d'origen desconegut es disputaren el poder a Assur. A les llistes reials apareixen amb l'explicació de «fill d'un ningú» el que equival a dir que no eren de cap família reial i, per tant, usurpador.